# 40 Watt Sun
40 Watt Sun est un groupe britannique de doom metal, originaire de Londres, en Angleterre.

## Histoire
Le trio est formé en 2009 par le guitariste et chanteur Patrick Walker, qui avait auparavant joué dans Blistering Anal Sun et Warning, le batteur Christian Leitch, qui avait auparavant joué dans The River en tant que guitariste et dans Warning en tant que batteur, et le bassiste William Spong, qui s'était auparavant plutôt illustré en tant que producteur et ingénieur du son. Le groupe donne son premier concert le 20 décembre de la même année au Scream Club de Londres, en compagnie du groupe Wake, également originaire de cette ville. 
En avril 2010, le groupe participe au Doom Shall Rise. Vers la fin de l'année, le premier album The Inside Room est enregistré en trois jours et sort en 2011 sur Cyclone Empire. L'enregistrement a lieu au studio The Library à Londres, le groupe produit ces cinq chansons et Spong se charge de l'enregistrement et du mixage. En 2012 et 2014, le groupe participe au Roadburn Festival. En 2015, le groupe joue au Hammer of Doom. En 2016, le deuxième album Wider than the Sky est enregistré en cinq jours aux Giant Wafer Studios en Angleterre.

## Style musical
Thom Jurek d'AllMusic classe le groupe dans la catégorie du doom metal, en mettant l'accent sur des morceaux de guitare électrique accordée plus bas et distordue, des toms au son saturé et une grosse caisse, un tempo lent et des paroles introspectives et poétiques, interprétées avec un chant naturel et pensif. Mandy Malon de Rock Hard constate que Wider than the Sky est « au moins aussi rêveur et doux-amer que son prédécesseur, mais aussi un peu plus rock, peut-être même plus progressif et moins heavy ». 40 Watt Sun se distingue fortement de Warning, car le groupe sonne désormais avec plus d'espoir et, surtout sur le deuxième album, il intègre de légères influences d'ambient . Un numéro plus tôt, Boris Kaiser fait remarquer dans sa critique de Wider than the Sky que la musique n'est pas vraiment du doom metal, ce qui est encore plus frappant que sur le premier album, mais plutôt une version downtempo de musique de chanteur-compositeur. Le groupe évite ainsi de tomber dans le domaine de l'indépendant ou du folk. Dans l'ensemble, la musique se rapproche le plus de celle des premiers Sophia ou de celle plus douce de The God Machine. 

## Discographie

### Albums studio
- 2011 : The Inside Room (Cyclone Empire)
- 2016 : Wider than the Sky (Radiance Records)
- 2022 : A Perfect Light (Svart Records)
- 2024 : Little Weight (Cappio Records)